# Zicrona caerulea
Punaise verte bleuâtre
Espèce
Zicrona caerulea, la Punaise verte bleuâtre, est une espèce d'insectes hémiptères de la famille des Pentatomidae (sous-ordre des hétéroptères (punaises)).

## Description
Zicrona caerulea adulte a une couleur assez caractéristique uniformément vert bleu métallisé et ne dépasse pas 8 mm (caerulea signifie bleu en latin). L'abdomen des immatures est, lui, rouge à marques noires.

## Habitat
Son habitat naturel est constitué de landes, de bruyères et de lisières de forêts.

## Utilisation
C'est un insecte auxiliaire utile car c'est un grand prédateur de larves de chrysomèles qui peuvent, elles, se montrer très destructrices (criocères, doryphores).
Cette punaise s'attaque aussi aux altises, à des chenilles de lépidoptères et suce aussi un peu les plantes.

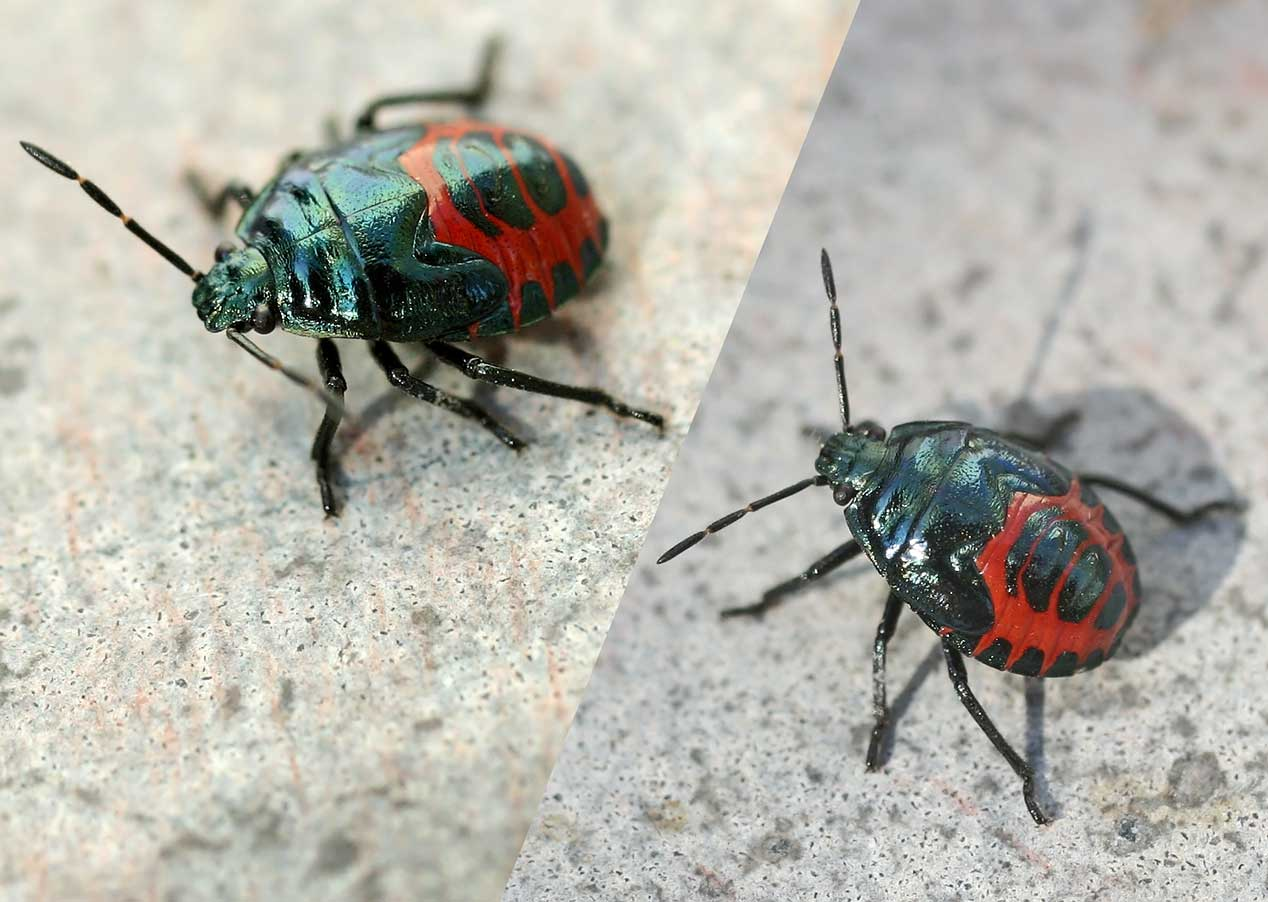
Immatures.
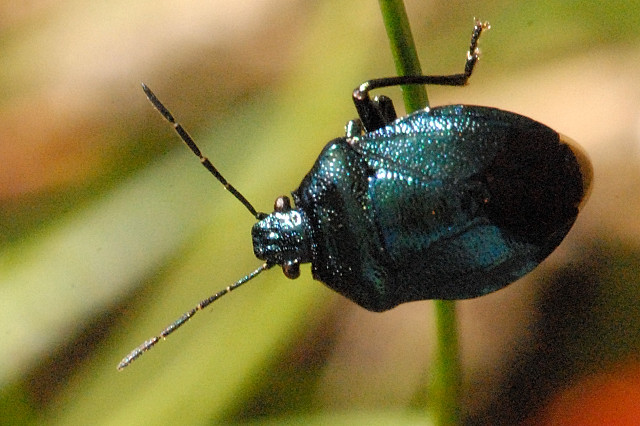
Imago (en Belgique, Hautes Ardennes).
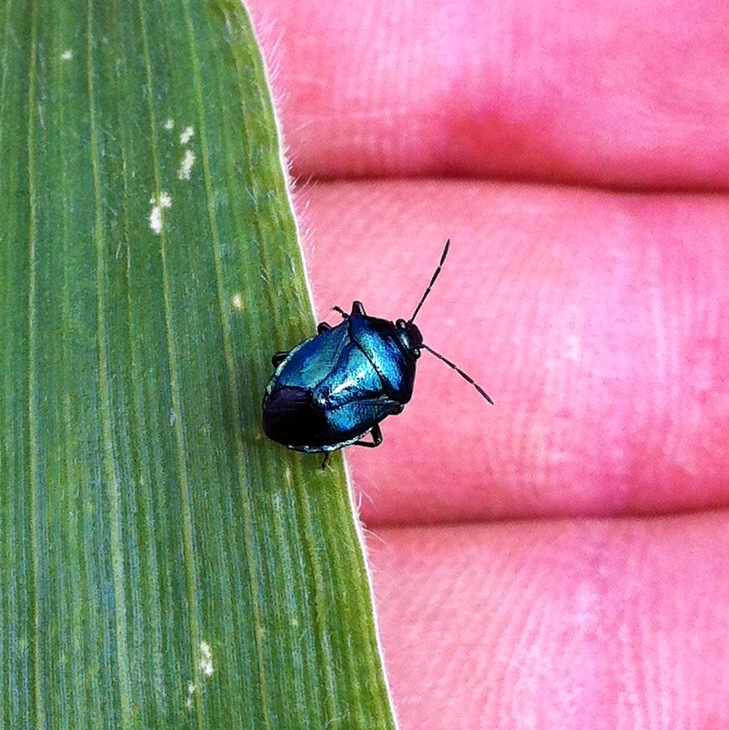
Imago sur une feuille de maïs en Nord Gironde.